# Chindlistein
La Chindlistein, connu également sous les noms de Kindlistein (« Pierre à enfant ») et de Lange Stein (« Longue Pierre »), est un mégalithe datant du Néolithique situé près de la commune de Waldshut-Tiengen, dans le Bade-Wurtemberg, en Allemagne.

## Situation
Le menhir est situé au sud de Waldshut-Tiengen, sur la rive gauche de la Wutach, à environ trois kilomètres de la frontière germano-suisse.
Il se dresse actuellement entre deux terrains de football ; ces terrains sont clôturés et le menhir ne peut être contemplé que de loin.

## Description
Il s'agit d'un bloc erratique mesurant près de 6 m de hauteur pour un diamètre d'environ 1,70 m. Il est orienté nord/ouest.

## Histoire
Le nom Chindlistein (ou Kindlistein) suggère que la pierre fut longtemps associée à des rituels de fertilité. Selon une légende locale, une fée habite la pierre et propose son aide aux femmes en mal d'enfant.